# Arteria lacrimalis

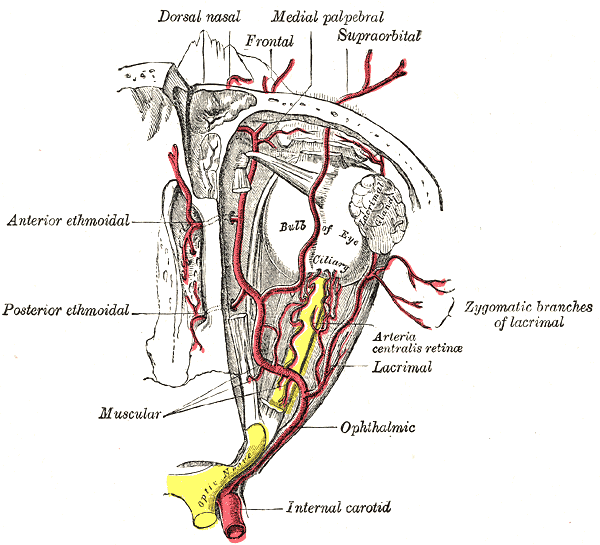
Äste der Arteria ophthalmica

Die Arteria lacrimalis (lat. für Tränenarterie) ist eine Schlagader des Kopfes. Sie entspringt der Arteria ophthalmica seitlich des Sehnervs und zieht im schläfenseitigen Bereich der Augenhöhle nach vorn. Sie versorgt die Tränendrüse, die Augenmuskeln, über die Arteriae ciliares anteriores auch das Auge selbst sowie über die Arteria palpebralis lateralis die seitlichen Anteile der Augenlider.